# Peniculisa bellwoodi
Peniculisa bellwoodi is een eenoogkreeftjessoort uit de familie van de Pennellidae. De wetenschappelijke naam van de soort is voor het eerst geldig gepubliceerd in 1989 door Boxshall.